# Consideration Set
Consideration Set (deutsch „Vorauswahlfeld“) ist beim Kaufverhalten der Konsumenten der Anglizismus für diejenige Teilmenge von Produkten des Güterangebots, die der Konsument einer Vorauswahl unterzieht.

## Allgemeines
Bevor ein Konsument eine Kaufentscheidung trifft, muss er unter anderem auch das Produkt oder konkret die Marke auswählen, die er kaufen will. Zur Auswahl stehen die dem Konsumenten bekannten Produkte (englisch awareness set). Aus dem Awareness Set trifft der Konsument eine Vorauswahl an Produkten, die für die spätere Kaufentscheidung in Frage kommen. Diese Vorauswahl ist der Consideration Set. Aus ihm werden die Produkte ausgewählt, bei denen der Konsument Präferenzen und Kauferfahrungen besitzt. Diese gehören zum Evoked set, aus dem die endgültige Kaufentscheidung getroffen wird.
Auch im deutschsprachigen Raum werden überwiegend diese Anglizismen verwendet, die durch Philip Kotler 1985 in das Marketing eingeführt wurden. Eher selten werden Wahrnehmungsfeld (englisch awareness set), Berücksichtigungsfeld (englisch evoked set) und Auswahlfeld (englisch choice set) verwendet.

## Selektions-Stufen
Die einzelnen Stufen aller vorhandenen Güterangebote verringern sich um Produkte solange, bis beim Evoked Set eine zur Kaufentscheidung anstehende Auswahl von maximal fünf Produkten vorhanden ist.:
| Hauptart      | Unterarten                    | weitere Unterteilung        | Processed Set                  |
| ------------- | ----------------------------- | --------------------------- | ------------------------------ |
| Available Set | Unawareness Set Awareness Set | Consideration Set Foggy Set | Evoked set Hold Set Reject Set |

Der Unawareness Set ist derjenige Teil des Available Set, welcher dem Konsumenten unbekannt ist und deshalb nicht für eine Kaufentscheidung in Frage kommt.  Produktalternativen im Foggy Set sind dem Konsumenten zwar bekannt und können einer Produktklasse zugeordnet werden, kommen jedoch für eine Kaufentscheidung ebenfalls nicht in Frage, weil die Konsumenten ein unklares Vorstellungbild (englisch foggy, „vernebelt“) von ihnen besitzen. Übrig bleibt der verkleinerte Consideration Set, durch den sich der Konsument das Treffen der Kaufentscheidung erleichtert.

## Abgrenzung
Evoked Set und Consideration Set werden in der Fachliteratur manchmal als Synonyme angesehen. Frühere Autoren sprachen 1975 in der Hierarchie der verschiedenen sets vom evoked set. Erst 1980 erfolgte eine Weiterentwicklung. Eine Differenzierung zwischen Consideration Set und Evoked Set findet sich erstmals 1991. Im Gegensatz zum Evoked Set, bei dem keine Unterscheidung zwischen den am Anfang und am Ende der Alternativensuche berücksichtigten Marken vorgenommen wird, bezieht sich der Consideration Set auf den Beginn des Auswahlprozesses.